# Lumsden Hare
Lumsden Hare, född 27 april 1875 i Cashel, Irland, död 28 augusti 1964 i Beverly Hills, Kalifornien, var en irländsk skådespelare och teaterregissör. Hare var flitigt anlitad som skådespelare på Broadway där han medverkade i många olika uppsättningar åren 1900-1942. Han filmdebuterade 1916 och medverkade i runt 140 filmer, samt ett mindre antal TV-produktioner. Under stumfilmstiden gjorde han några huvudroller, men efter ljudfilmens genombrott dök han ofta upp i mindre roller som aristokrater, officerare och andra personer högre upp på samhällsstegen.

## Filmografi, urval
- 1922 – Sherlock Holmes
- 1937 – Emile Zolas liv
- 1940 – Rebecca
- 1940 – Reuter meddelar
- 1940 – Nordvästpassagen
- 1941 – Dr. Jekyll och Mr. Hyde
- 1943 – Till nu och för evigt
- 1944 – Spöket på Canterville
- 1948 – En flicka på kroken
- 1953 – Julius Caesar